# Arikém (jezična porodica)
Arikém (Arikem, Ariquem, Ariqueme, Ariquen, Ariquemes, Arikên, Arikeme, Arikéna), pleme, jezik i jezična porodica američkih Indijanaca iz brazilske države Rondônia,  koja obuhvaća uz Indijance Arikém i plemena Karitiâna i Kabixiana.
Porodica Arikém koja po klasifikaciji Riveta i Loukotke čini jednu od 108 južnoameričkih indijanskih porodica, danas se vodi kao dio Velike porodice Tupian. Ne smiju se pobrkati s plemenom Arikêna ili Arikiená (Warikyana).
Populacija:nepoznata.

## Jezici
Postoje dva jezika: izumrli arikem [ait] i karitiâna [ktn], 320 (2005 ISA) (Brazil)

## Vanjske poveznice
- Ethnologue (14th)
- Ethnologue (15th)

Ethnologue (16th)